# Regimiento de Infantería Acorazada «Alcázar de Toledo» n.º 61
El Regimiento Acorazado «Alcázar de Toledo» es una unidad del Ejército Español, perteneciente a la Brigada «Guadarrama» XII, ubicada en la Base Militar de El Goloso, Madrid. Creado el 1 de octubre de 1939 y originalmente con la designación de Regimiento de Carros de Combate «Alcázar de Toledo» n.º 61, como sucesor del Regimiento de Carros de Combate número 1. Adquiere su nombre actual tras la reorganización del ejército de 2017.
Como parte de la Brigada «Guadarrama» XII, encuadrada desde 2021 en la División «Castillejos» de la Fuerza Terrestre del Ejército de Tierra, este Regimiento está dotado de la equipación y armamento más modernos del Ejército de Tierra. Muestra de ello es la disponibilidad de los modernos carros de combate del tipo Leopardo 2E. Desde 1974 ha participado en diversas campañas y misiones internacionales dentro de la Brigada «Guadarrama» XII, como la Campaña del Sahara (1975), Bosnia y Herzegovina (1997-98, 2000 y 2022), Kosovo (2005 y 2006-07) y el Líbano (2008-09, 2011, 2013, 2015, 2019 y 2020-21), Letonia (2018-19, 2019-20, 2020 y 2020-21), República de Mali (2017, 2020 y 2021), Irak (2017) y Turquía (2020).

## Composición
- Batallón de Infantería de Carros de Combate «León» I/61.
- Grupo de Caballería Acorazado «Villaviciosa» II/61.

## Curiosidades
El dibujante Antonio Mingote perteneció al regimiento en su juventud.[cita requerida]

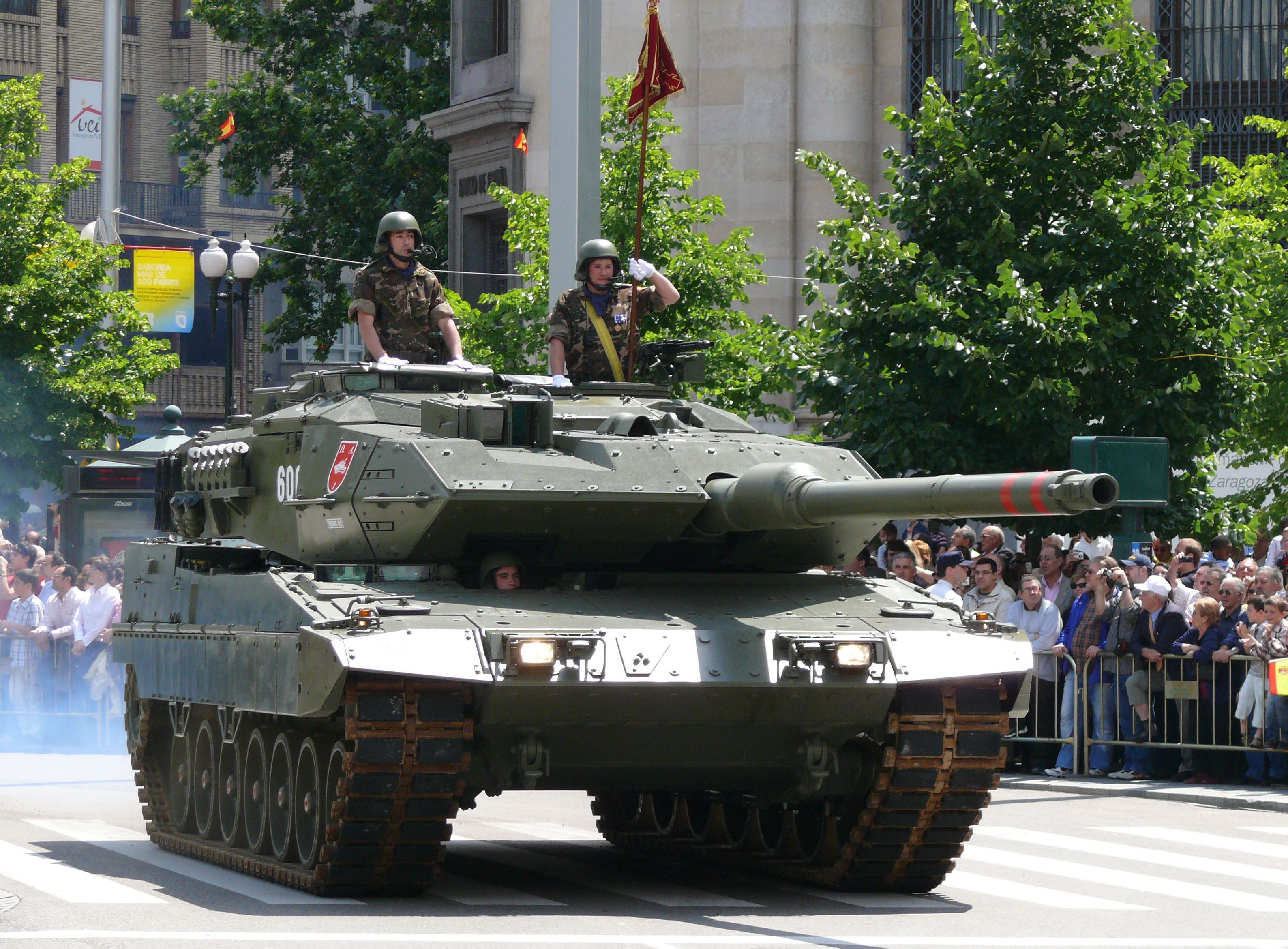
Leopard 2E del Ejército de Tierra de España.